# Joey Godee
Joey Godee (Utrecht, 2 maart 1989) is een Nederlands profvoetballer die als aanvaller speelt. Hij is de zoon van oud-profvoetballer Edwin Godee.

## Carrière
Godee speelde in de jeugd van Elinkwijk, daarna Ajax, alvorens in 2007 de overstap te maken naar de jeugd van Sparta. Godee maakte in het seizoen 2007-2008 een goed jaar door, en mede dankzij zijn goals werd de A1 van Sparta kampioen van Nederland. Dit leverde Godee zijn eerste profcontract op.
Godee werd door Foeke Booy tijdens de voorbereiding op het seizoen 2008-2009 toegevoegd aan de selectie van Sparta. Hij was samen met Kevin Strootman een van de jeugdige smaakmakers van deze voorbereiding. Godee maakte op 31 augustus 2008 zijn officiële debuut in het eerste van Sparta in de wedstrijd tegen ADO Den Haag. In november 2008 maakte Godee zijn eerste officiële goal voor Sparta, in de bekerwedstrijd tegen SC Cambuur Leeuwarden. Dat kunstje herhaalde hij enkele dagen later in de competitiewedstrijd tegen FC Volendam. Godee kwam in het seizoen 2008/2009 tot 4 goals in het eerste van Sparta. In het seizoen 2009/2010 (Sparta degradeerde) speelde Godee door blessures slechts 7 wedstrijden voor Sparta waarin hij niet tot scoren kwam.
In de Jupiler League (2010/2011) werden van zowel Sparta als Godee veel verwacht. De spits kwam met 10 doelpunten nog tot een redelijk aantal, maar Sparta presteerde teleurstellend en hoewel de club het seizoen inging als kampioenskandidaat werden zelfs de playoffs misgelopen.
In het seizoen 2011/2012 maakt Sparta een nieuwe start. Veel oude (eredivisie)contracten waren opgezegd en er was een grotendeels nieuwe spelersgroep. Godee bleef wel en leek zelfs de spits te worden van het nieuwe Sparta. Na de last minute verkoop van Jetro Willems aan PSV werd echter op het laatste moment spits Jeremy Bokila aangetrokken. Godee belandde op het tweede plan en kwam dit seizoen slechts elf wedstrijden in actie, waarin de spits 1 goal maakte.
In 2012 stapte hij over naar AGOVV Apeldoorn. Nadat de club failliet ging, tekende hij in januari 2013 een contract bij Cercle Brugge, waar Booy de trainer was. Na het ontslag van Booy, eind april, kon Cercle Brugge zich in extremis verzekeren van het behoud in de Jupiler League onder het trainersschap van Lorenzo Staelens, die Booy was opgevolgd. Cercle Brugge had eerst Play-off 3 tegen Beerschot gewonnen, en nadien de play-off met drie tweedeklassers (WS Woluwe, Moeskroen-Péruwelz en KVC Westerlo). Op 29 mei 2013 verlengde Godee zijn aflopende contract bij Cercle Brugge met drie seizoenen. Hij liet in de pers optekenen dat het behoud van Cercle in de Eerste klasse een voorwaarde voor hem was om zijn contract te verlengen.
Op 25 juli 2013 verhuisde Godee voor een jaar op huurbasis naar Go Ahead Eagles. Na het seizoen 2013/14 keerde de Nederlander terug naar Cercle Brugge. Met die club degradeerde hij in 2015. In juli van dat jaar werd zijn nog een seizoen doorlopende contract ontbonden. In 2016 ging hij op amateurbasis voor Helmond Sport spelen. Hij maakte vanaf januari het seizoen af bij FC Dordrecht en keerde toen terug bij Helmond Sport. Daar vertrok hij eind november en sloot medio februari 2018 aan bij VV DOVO. Medio 2018 ging Godee naar VV DUNO.

## Clubstatistieken
| Seizoen                    | Club              | Land      | Competitie             | Duels | Goals |
| -------------------------- | ----------------- | --------- | ---------------------- | ----- | ----- |
| 2008/09                    | Sparta            | Nederland | Eredivisie             | 28    | 4     |
| 2009/10                    | Sparta            | Nederland | Eredivisie             | 7     | 0     |
| 2010/11                    | Sparta            | Nederland | Eerste divisie         | 32    | 10    |
| 2011/12                    | Sparta            | Nederland | Eerste divisie         | 11    | 1     |
| 2012/13                    | AGOVV Apeldoorn   | Nederland | Eerste divisie         | 18    | 12    |
| 2012/13                    | Cercle Brugge     | België    | Eerste klasse          | 8     | 0     |
| 2013/14                    | → Go Ahead Eagles | Nederland | Eredivisie             | 28    | 0     |
| 2014/15                    | Cercle Brugge     | België    | Eerste klasse          | 22    | 0     |
| 2016/17                    | Helmond Sport     | Nederland | Eerste divisie         | 6     | 0     |
| 2017                       | FC Dordrecht      | Nederland | Eerste divisie         | 16    | 3     |
| 2017/18                    | Helmond Sport     | Nederland | Eerste divisie         | 6     | 0     |
| 2017/18                    | VV DOVO           | Nederland | Derde divisie          | 6     | 0     |
| 2019/20                    | VV DUNO           | Nederland | Zaterdag Hoofdklasse A | 4     | 0     |
| Totaal                     | Totaal            | Totaal    | Totaal                 | 192   | 30    |
| Bijgewerkt t/m 21 mei 2020 |                   |           |                        |       |       |